# 天草郡
- 令制国一覧 > 西海道 > 肥後国 > 天草郡
- 日本 > 九州地方 > 熊本県 > 天草郡

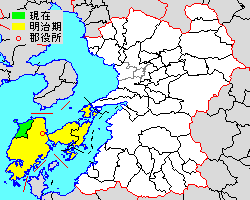
熊本県天草郡の位置（緑：苓北町）

天草郡（あまくさぐん）は、熊本県（肥後国）の郡。
人口6,324人、面積67.58km²、人口密度93.6人/km²。（2025年2月1日、推計人口）
以下の1町を含む。
- 苓北町（れいほくまち）

## 郡域
1879年（明治12年）に行政区画として発足した当時の郡域は、上記1町のほか、上天草市・天草市にあたる。

## 歴史
古くは成務朝に建島松命が天草国造に任じられ、後に律令国の肥後国となるまで建島松命の後裔が当地一帯を支配した。
天正9年（1581年）までは現在の鹿児島県出水郡長島町の区域も含んだ。
1914年（大正3年）、1927年（昭和2年）の台風接近時には、沿岸部が高潮の被害に見舞われ人家や田畑に壊滅的な被害が生じた。また、1918年（大正7年）にはスペイン風邪が、1923年（大正12年）から1924年（大正13年）にかけては赤痢（患者数166人うち死亡29人）や天然痘（患者数59人うち死亡5人）などの伝染病が流行した。

### 近世以降の沿革
- 明治初年時点では概ね全域が長崎奉行が管轄する幕府領であった。「旧高旧領取調帳」に記載されている明治初年時点での村は以下の通り。●は村内に寺社領が存在。■は全域が寺社領[2]。（1町89村）

上村、中村、登立村、阿村、合津村、今泉村、内野河内村、教良木村、楠甫村、●大浦村、須子村、赤崎村、上津浦村、姫浦村、二間戸村、樋島村、高戸村、御所浦村、大道村、浦村、棚底村、宮田村、古江村、下津浦村、小島子村、大島子村、志柿村、湯船原村、河内村、●打田村、馬場村、下浦村、大宮地村、小宮地村、大多尾村、中田村、碇石村、町山口村、櫨宇土村、食場村、亀川村、楠浦村、本戸馬場村、広瀬村、本泉村、下河内村、新休村、●本村、●御領村、●佐伊津村、鬼池村、下内野村、井手村、上野原村、城木場村、荒河内村、二江村、坂瀬川村、上津深江村、富岡町、志岐村、内田村、都呂々村、■白木尾村、■年柄村、高浜村、小田床村、下津深江村、福連木村、宮地岳村、立原村、津留村、市瀬村、●平床村、益田村、今村、壱町田村、下田村、宮野河内村、深海村、白木河内村、久留村、崎津村、大江村、今富村、久玉村、魚貫村、亀浦村、早浦村、牛深村
- 慶応4年
  - 閏4月25日（1868年6月15日） - 富岡県の管轄となる。
  - 6月10日（1868年7月29日） - 天草県の管轄となる。
  - 8月29日（1868年10月14日） - 長崎府の管轄となる。
- 明治2年6月20日（1869年7月28日） - 長崎県の管轄となる。
- 明治4年11月14日（1871年12月25日） - 第1次府県統合により八代県の管轄となる。
- 明治6年（1873年）1月15日 - 白川県の管轄となる。
- 明治8年（1875年）
  - 12月10日 - 熊本県の管轄となる。
  - 上村の一部（千束・蔵々）が登立村に編入。
- 明治9年（1876年）（1町85村）
  - 津留村・市瀬村・平床村が合併して新合村となる。
  - 益田村・今村が合併して今田村となる。
  - 壱町田村・下田村が合併して河浦村となる。
- 明治12年（1879年）1月20日 - 郡区町村編制法の熊本県での施行により、行政区画としての天草郡が発足。郡役所が町山口村に設置。
- 明治13年（1880年） - 上村の一部が分立して湯島村となる。（1町86村）
- 明治14年（1881年） - 登立村の一部（千束・蔵々）が分立して維和村となる。（1町87村）

### 町村制以降の沿革

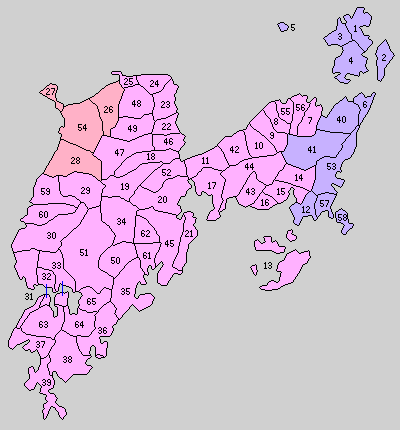
1.登立村 2.維和村 3.上村 4.中村 5.湯島村 6.阿村 7.楠甫村 8.赤崎村 9.上津浦村 10.下津浦村 11.志柿村 12.大道村 13.御所浦村 14.浦村 15.棚底村 16.宮田村 17.下浦村 18.町山口村 19.櫨宇土村 20.楠浦村 21.大多尾村 22.佐伊津村 23.御領村 24.鬼池村 25.二江村 26.坂瀬川村 27.富岡町 28.都呂々村 29.福連木村 30.高浜村 31.大江村 32.崎津村 33.今富村 34.宮地岳村 35.宮野河内村 36.深海村 37.魚貫村 38.久玉村 39.牛深村 40.今津村 41.教良木河内村 42.島子村 43.栖本村 44.河馬田村 45.宮地村 46.本戸村 47.本村 48.手野村 49.城河原村 50.新合村 51.一町田村 52.亀場村 53.姫戸村 54.志岐村 55.須子村 56.大浦村 57.高戸村 58.樋島村 59.下津深江村 60.小田床村 61.中田村 62.碇石村 63.亀浦村 64.早浦村 65.久留村（紫：上天草市 桃：天草市 赤：苓北町）

- 明治22年（1889年）4月1日 - 町村制の施行により、以下の町村が発足。特記以外は現・天草市。（1町64村）
  - 登立村、維和村、上村、中村、湯島村、阿村（それぞれ単独村制。現・上天草市）
  - 楠甫村、赤崎村、上津浦村、下津浦村、志柿村（それぞれ単独村制）
  - 大道村（単独村制。現・上天草市）
  - 御所浦村、浦村、棚底村、宮田村、下浦村、町山口村、櫨宇土村、楠浦村、大多尾村、佐伊津村、御領村、鬼池村、二江村（それぞれ単独村制）
  - 坂瀬川村、富岡町、都呂々村（それぞれ単独村制。現・苓北町）
  - 福連木村、高浜村、大江村、崎津村、今富村、宮地岳村、宮野河内村、深海村、魚貫村、久玉村、牛深村（それぞれ単独村制）
  - 今津村 ← 合津村、今泉村（現・上天草市）
  - 教良木河内村 ← 教良木村、内野河内村（現・上天草市）
  - 島子村 ← 大島子村、小島子村
  - 栖本村 ← 湯舟原村、古江村
  - 河馬田村 ← 河内村、打田村、馬場村
  - 宮地村 ← 大宮地村、小宮地村
  - 本戸村 ← 本戸馬場村、広瀬村、本泉村
  - 本村 ← 本村、新休村、下河内村
  - 手野村 ← 井手村、下内野村
  - 城河原村 ← 城木場村、荒河内村、上野原村
  - 新合村 ← 新合村、立原村
  - 一町田村 ← 河浦村、今田村、白木河内村
  - 亀場村 ← 食場村、亀川村
  - 姫戸村 ← 姫浦村、二間戸村（現・上天草市）
  - 志岐村 ← 上津深江村、志岐村、白木尾村、内田村、年柄村（現・苓北町）
  - 須子村、大浦村（それぞれ単独村制）
  - 高戸村、樋島村（それぞれ単独村制。現・上天草市）
  - 下津深江村、小田床村、中田村、碇石村、亀浦村、早浦村、久留村（それぞれ単独村制）
- 明治26年（1893年）11月13日 - 牛深村が町制施行して牛深町となる。（2町63村）
- 明治29年（1896年）
  - 1月26日 - 崎津村・今富村が合併して富津村が発足。（2町62村）
  - 6月1日 - 郡制を施行。
- 明治31年（1898年）12月21日 - 町山口村が町制施行・改称して本渡町となる。（3町61村）
- 明治34年（1901年）4月1日 - 栖本村・河馬田村が合併し、改めて栖本村が発足。（3町60村）
- 大正9年（1921年）5月1日 - 久留村が一町田村に編入。（3町59村）
- 大正12年（1923年）4月1日 - 郡会が廃止。郡役所は存続。
- 大正13年（1924年）4月1日 - 登立村が町制施行して登立町となる。（4町58村）
- 大正15年（1926年）7月1日 - 郡役所が廃止され、内務省告示第82号により天草支庁が設置される。
- 昭和10年（1935年）4月1日 - 本渡町・本戸村が合併し、改めて本渡町が発足。（4町57村）
- 昭和11年（1936年）10月1日 - 下津深江村・小田床村が合併して下田村が発足。（4町56村）
- 昭和16年（1941年）2月11日 - 二江村が町制施行して二江町となる。（5町55村）
- 昭和23年（1948年）4月1日 - 早浦村・亀浦村が合併して二浦村が発足。（5町54村）
- 昭和29年（1954年）
  - 4月1日（4町43村）
    - 本渡町・亀場村・櫨宇土村・志柿村・下浦村・楠浦村・本村・佐伊津村が合併して本渡市が発足し、郡より離脱。
    - 登立町・維和村・上村・中村・湯島村が合併して大矢野町が発足。

  - 7月1日（3町37村）
    - 牛深町・深海村・二浦村・魚貫村・久玉村が合併して牛深市が発足し、郡より離脱。
    - 高戸村・樋島村・大道村が合併して龍ヶ岳村が発足。

  - 11月1日（4町31村）
    - 一町田村・新合村・富津村が合併して河浦町が発足。
    - 宮地村・中田村・碇石村・大多尾村が合併して新和村が発足。
- 昭和30年（1955年）
  - 1月1日 - 志岐村・坂瀬川村・富岡町が合併して苓北町が発足。（4町29村）
  - 4月1日 - 今津村・阿村・教良木河内村が合併して松島村が発足。（4町27村）
  - 5月1日 - 御領村・鬼池村・二江町・手野村・城河原村が合併して五和町が発足。（4町23村）
  - 7月1日 - 宮田村・棚底村・浦村が合併して倉岳村が発足。（4町21村）
- 昭和31年（1956年）
  - 4月1日 - 宮野河内村が河浦町に編入。（4町20村）
  - 6月1日 - 楠甫村・大浦村・須子村・赤崎村・上津浦村・下津浦村・島子村が合併して有明村が発足。（4町14村）
  - 9月1日 - 松島村が町制施行して松島町となる。（5町13村）
  - 9月21日 - 福連木村・下田村・高浜村・大江村が合併して天草町が発足。（6町9村）
  - 9月30日 - 都呂々村が苓北町に編入。（4町8村）
- 昭和32年（1957年）3月31日 - 宮地岳村が本渡市に編入。（6町7村）
- 昭和33年（1958年）1月1日 - 有明村が町制施行して有明町となる。（7町6村）
- 昭和34年（1959年）4月1日 - 龍ヶ岳村が町制施行して龍ヶ岳町となる。（8町5村）
- 昭和35年（1960年）4月1日 - 倉岳村が町制施行して倉岳町となる。（9町4村）
- 昭和36年（1961年）4月1日 - 新和村が町制施行して新和町となる。（10町3村）
- 昭和37年（1962年）
  - 4月1日 - 姫戸村が町制施行して姫戸町となる。（11町2村）
  - 9月1日 - 栖本村が町制施行して栖本町となる。（12町1村）
- 昭和38年（1963年）11月1日 - 御所浦村が町制施行して御所浦町となる。（13町）
- 平成16年（2004年）3月31日 - 大矢野町・松島町・姫戸町・龍ヶ岳町が合併して上天草市が発足し、郡より離脱。（9町）
- 平成18年（2006年）3月27日 - 有明町・御所浦町・倉岳町・栖本町・新和町・五和町・天草町・河浦町が本渡市・牛深市と合併して天草市が発足し、郡より離脱。（1町）

### 変遷表
| 明治22年以前 | 明治22年4月1日 | 明治22年 - 昭和24年              | 昭和25年 - 昭和64年          | 昭和25年 - 昭和64年     | 平成1年 - 現在           | 現在     |
| ------------ | -------------- | -------------------------------- | ---------------------------- | ----------------------- | ------------------------ | -------- |
|              | 登立村         | 大正13年4月2日 町制              | 昭和29年4月1日 大矢野町      | 昭和29年4月1日 大矢野町 | 平成16年3月31日 上天草市 | 上天草市 |
|              | 維和村         | 維和村                           | 昭和29年4月1日 大矢野町      | 昭和29年4月1日 大矢野町 | 平成16年3月31日 上天草市 | 上天草市 |
|              | 上村           | 上村                             | 昭和29年4月1日 大矢野町      | 昭和29年4月1日 大矢野町 | 平成16年3月31日 上天草市 | 上天草市 |
|              | 中村           | 中村                             | 昭和29年4月1日 大矢野町      | 昭和29年4月1日 大矢野町 | 平成16年3月31日 上天草市 | 上天草市 |
|              | 湯島村         | 湯島村                           | 昭和29年4月1日 大矢野町      | 昭和29年4月1日 大矢野町 | 平成16年3月31日 上天草市 | 上天草市 |
|              | 阿村           | 阿村                             | 昭和30年4月1日 松島村        | 昭和31年9月1日 町制     | 平成16年3月31日 上天草市 | 上天草市 |
|              | 今津村         | 今津村                           | 昭和30年4月1日 松島村        | 昭和31年9月1日 町制     | 平成16年3月31日 上天草市 | 上天草市 |
|              | 教良木河内村   | 教良木河内村                     | 昭和30年4月1日 松島村        | 昭和31年9月1日 町制     | 平成16年3月31日 上天草市 | 上天草市 |
|              | 姫戸村         | 姫戸村                           | 昭和37年4月1日 町制          | 昭和37年4月1日 町制     | 平成16年3月31日 上天草市 | 上天草市 |
|              | 大道村         | 大道村                           | 昭和29年7月1日 龍ヶ岳村      | 昭和34年4月1日 町制     | 平成16年3月31日 上天草市 | 上天草市 |
|              | 高戸村         | 高戸村                           | 昭和29年7月1日 龍ヶ岳村      | 昭和34年4月1日 町制     | 平成16年3月31日 上天草市 | 上天草市 |
|              | 樋島村         | 樋島村                           | 昭和29年7月1日 龍ヶ岳村      | 昭和34年4月1日 町制     | 平成16年3月31日 上天草市 | 上天草市 |
|              | 富岡町         | 富岡町                           | 昭和30年1月1日 苓北町        | 苓北町                  | 苓北町                   | 苓北町   |
|              | 坂瀬川村       | 坂瀬川村                         | 昭和30年1月1日 苓北町        | 苓北町                  | 苓北町                   | 苓北町   |
|              | 志岐村         | 志岐村                           | 昭和30年1月1日 苓北町        | 苓北町                  | 苓北町                   | 苓北町   |
|              | 都呂々村       | 都呂々村                         | 昭和30年9月30日 苓北町に編入 | 苓北町                  | 苓北町                   | 苓北町   |
|              | 楠甫村         | 楠甫村                           | 昭和31年6月1日 有明村        | 昭和33年1月1日 町制     | 平成18年3月27日 天草市   | 天草市   |
|              | 赤崎村         | 赤崎村                           | 昭和31年6月1日 有明村        | 昭和33年1月1日 町制     | 平成18年3月27日 天草市   | 天草市   |
|              | 上津浦村       | 上津浦村                         | 昭和31年6月1日 有明村        | 昭和33年1月1日 町制     | 平成18年3月27日 天草市   | 天草市   |
|              | 下津浦村       | 下津浦村                         | 昭和31年6月1日 有明村        | 昭和33年1月1日 町制     | 平成18年3月27日 天草市   | 天草市   |
|              | 島子村         | 島子村                           | 昭和31年6月1日 有明村        | 昭和33年1月1日 町制     | 平成18年3月27日 天草市   | 天草市   |
|              | 大浦村         | 大浦村                           | 昭和31年6月1日 有明村        | 昭和33年1月1日 町制     | 平成18年3月27日 天草市   | 天草市   |
|              | 須子村         | 須子村                           | 昭和31年6月1日 有明村        | 昭和33年1月1日 町制     | 平成18年3月27日 天草市   | 天草市   |
|              | 浦村           | 浦村                             | 昭和30年7月1日 倉岳村        | 昭和35年4月1日 町制     | 平成18年3月27日 天草市   | 天草市   |
|              | 棚底村         | 棚底村                           | 昭和30年7月1日 倉岳村        | 昭和35年4月1日 町制     | 平成18年3月27日 天草市   | 天草市   |
|              | 宮田村         | 宮田村                           | 昭和30年7月1日 倉岳村        | 昭和35年4月1日 町制     | 平成18年3月27日 天草市   | 天草市   |
|              | 栖本村         | 明治34年4月1日 栖本村            | 昭和37年9月1日 町制          | 昭和37年9月1日 町制     | 平成18年3月27日 天草市   | 天草市   |
|              | 河馬田村       | 明治34年4月1日 栖本村            | 昭和37年9月1日 町制          | 昭和37年9月1日 町制     | 平成18年3月27日 天草市   | 天草市   |
|              | 御所浦村       | 御所浦村                         | 昭和38年11月1日 町制         | 昭和38年11月1日 町制    | 平成18年3月27日 天草市   | 天草市   |
|              | 二江村         | 昭和16年2月11日 町制             | 昭和30年5月1日 五和町        | 昭和30年5月1日 五和町   | 平成18年3月27日 天草市   | 天草市   |
|              | 御領村         | 御領村                           | 昭和30年5月1日 五和町        | 昭和30年5月1日 五和町   | 平成18年3月27日 天草市   | 天草市   |
|              | 鬼池村         | 鬼池村                           | 昭和30年5月1日 五和町        | 昭和30年5月1日 五和町   | 平成18年3月27日 天草市   | 天草市   |
|              | 手野村         | 手野村                           | 昭和30年5月1日 五和町        | 昭和30年5月1日 五和町   | 平成18年3月27日 天草市   | 天草市   |
|              | 城河原村       | 城河原村                         | 昭和30年5月1日 五和町        | 昭和30年5月1日 五和町   | 平成18年3月27日 天草市   | 天草市   |
|              | 町山口村       | 明治31年12月21日 町制改称 本渡町 | 昭和29年4月1日 本渡市        | 本渡市                  | 平成18年3月27日 天草市   | 天草市   |
|              | 本戸村         | 昭和10年4月1日 本渡町に編入      | 昭和29年4月1日 本渡市        | 本渡市                  | 平成18年3月27日 天草市   | 天草市   |
|              | 志柿村         | 志柿村                           | 昭和29年4月1日 本渡市        | 本渡市                  | 平成18年3月27日 天草市   | 天草市   |
|              | 下浦村         | 下浦村                           | 昭和29年4月1日 本渡市        | 本渡市                  | 平成18年3月27日 天草市   | 天草市   |
|              | 櫨宇土村       | 櫨宇土村                         | 昭和29年4月1日 本渡市        | 本渡市                  | 平成18年3月27日 天草市   | 天草市   |
|              | 楠浦村         | 楠浦村                           | 昭和29年4月1日 本渡市        | 本渡市                  | 平成18年3月27日 天草市   | 天草市   |
|              | 佐伊津村       | 佐伊津村                         | 昭和29年4月1日 本渡市        | 本渡市                  | 平成18年3月27日 天草市   | 天草市   |
|              | 本村           | 本村                             | 昭和29年4月1日 本渡市        | 本渡市                  | 平成18年3月27日 天草市   | 天草市   |
|              | 亀場村         | 亀場村                           | 昭和29年4月1日 本渡市        | 本渡市                  | 平成18年3月27日 天草市   | 天草市   |
|              | 宮地岳村       | 宮地岳村                         | 昭和32年3月31日 本渡市に編入 | 本渡市                  | 平成18年3月27日 天草市   | 天草市   |
|              | 大多尾村       | 大多尾村                         | 昭和29年10月1日 新和村       | 昭和36年4月1日 町制     | 平成18年3月27日 天草市   | 天草市   |
|              | 宮地村         | 宮地村                           | 昭和29年10月1日 新和村       | 昭和36年4月1日 町制     | 平成18年3月27日 天草市   | 天草市   |
|              | 中田村         | 中田村                           | 昭和29年10月1日 新和村       | 昭和36年4月1日 町制     | 平成18年3月27日 天草市   | 天草市   |
|              | 碇石村         | 碇石村                           | 昭和29年10月1日 新和村       | 昭和36年4月1日 町制     | 平成18年3月27日 天草市   | 天草市   |
|              | 福連木村       | 福連木村                         | 昭和31年9月21日 天草町       | 昭和31年9月21日 天草町  | 平成18年3月27日 天草市   | 天草市   |
|              | 高浜村         | 高浜村                           | 昭和31年9月21日 天草町       | 昭和31年9月21日 天草町  | 平成18年3月27日 天草市   | 天草市   |
|              | 大江村         | 大江村                           | 昭和31年9月21日 天草町       | 昭和31年9月21日 天草町  | 平成18年3月27日 天草市   | 天草市   |
|              | 下津深江村     | 昭和11年10月1日 下田村           | 昭和31年9月21日 天草町       | 昭和31年9月21日 天草町  | 平成18年3月27日 天草市   | 天草市   |
|              | 小田床村       | 昭和11年10月1日 下田村           | 昭和31年9月21日 天草町       | 昭和31年9月21日 天草町  | 平成18年3月27日 天草市   | 天草市   |
|              | 一町田村       | 一町田村                         | 昭和29年11月1日 河浦町       | 河浦町                  | 平成18年3月27日 天草市   | 天草市   |
|              | 久留村         | 大正10年5月1日 一町田村に編入    | 昭和29年11月1日 河浦町       | 河浦町                  | 平成18年3月27日 天草市   | 天草市   |
|              | 新合村         | 新合村                           | 昭和29年11月1日 河浦町       | 河浦町                  | 平成18年3月27日 天草市   | 天草市   |
|              | 今富村         | 明治29年1月26日 富津村           | 昭和29年11月1日 河浦町       | 河浦町                  | 平成18年3月27日 天草市   | 天草市   |
|              | 崎津村         | 明治29年1月26日 富津村           | 昭和29年11月1日 河浦町       | 河浦町                  | 平成18年3月27日 天草市   | 天草市   |
|              | 宮野河内村     | 宮野河内村                       | 昭和31年4月1日 河浦町に編入  | 河浦町                  | 平成18年3月27日 天草市   | 天草市   |
|              | 牛深村         | 明治31年11月13日 町制            | 牛深町                       | 昭和29年7月1日 牛深市   | 平成18年3月27日 天草市   | 天草市   |
|              | 深海村         | 深海村                           | 深海村                       | 昭和29年7月1日 牛深市   | 平成18年3月27日 天草市   | 天草市   |
|              | 魚貫村         | 魚貫村                           | 魚貫村                       | 昭和29年7月1日 牛深市   | 平成18年3月27日 天草市   | 天草市   |
|              | 久玉村         | 久玉村                           | 久玉村                       | 昭和29年7月1日 牛深市   | 平成18年3月27日 天草市   | 天草市   |
|              | 亀浦村         | 亀浦村                           | 昭和23年4月1日 二浦村        | 昭和29年7月1日 牛深市   | 平成18年3月27日 天草市   | 天草市   |
|              | 早浦村         | 早浦村                           | 昭和23年4月1日 二浦村        | 昭和29年7月1日 牛深市   | 平成18年3月27日 天草市   | 天草市   |

## 行政
歴代郡長
| 代 | 氏名 | 就任年月日                | 退任年月日                | 備考                   |
| -- | ---- | ------------------------- | ------------------------- | ---------------------- |
| 1  |      | 明治12年（1879年）1月20日 |                           |                        |
|    |      |                           | 大正15年（1926年）6月30日 | 郡役所廃止により、廃官 |

## 関連文献
- 天草郡教育会 編『天草郡史料. 第2輯』天草郡教育会、1914年。NDLJP:3430570。